# Pedro de Miranda
Pedro de Miranda (n. en Larraga, Navarra, entre 1517-1519; Santiago de Chile, 1 de noviembre de 1573) fue un capitán español durante la Conquista de Chile. Estuvo casado con doña Esperanza de Rueda, con quien tuvo nueve hijos.
Caballero hidalgo notorio en España, se unió a la expedición de Pedro de Valdivia antes de llegar a Tarapacá. Asistió a la fundación de Santiago de Chile en febrero de 1541, y en septiembre de ese mismo año debió partir con Alonso de Monroy y cuatro hombres en busca de socorros a Lima inmediatamente después de la destrucción de la ciudad por parte de los indígenas encabezados por Michimalonco. El viaje fue por tierra, ya que había sido quemado el barco que se construía en Concón, y al pasar por el valle de Copiapó la expedición fue sorprendida y tomada prisionera por los indígenas, muriendo los cuatro soldados, pero logró escapar junto a Monroy y llegar a Perú.
A su retorno, recibió encomiendas en Santiago y Copequén, y ostentó diversos cargos en el Cabildo de Santiago entre 1549 y 1563, como procurador, Fiel Ejecutor, regidor, Alférez Real y  alcalde. 
Falleció asesinado por su yerno Bernabé Mejía el 1 de noviembre de 1573.